# 列宁遗嘱
《列宁遗嘱》（俄语：Завещание Ленина），正式名称是《给代表大会的信》（Письмо к съезду），是指列宁在1922年最后一周和1923年第一周所写的文件。在遗嘱中，列宁提议改革苏联政府机构，批判了苏联领导层的人员，并建议将斯大林调离苏共中央总书记一职。列宁还建议中央委员会的人数增加到50—100人，以避免斯大林与托洛茨基之间的冲突造成党的分裂。列宁本希望能在1923年4月召开的俄共（布）十二大上宣读这一文件，然而在1923年3月第三次中风后，列宁不能讲话了。这一文件被他的妻子娜杰日达·克鲁普斯卡娅秘密保存起来，希望列宁恢复健康后再重新宣读。但1924年1月21日列宁去世后，她才将文件交给苏共中央书记处，希望能在1924年5月的俄共（布）十三大上宣读。这对当时“三驾马车”（季诺维也夫、加米涅夫和斯大林）的继任构成了许多矛盾。最后在一定条件下，列宁遗嘱对部分代表公开。1927年，《列宁遗嘱》的副本由美国作家马克斯·伊斯特曼带出苏联发表。在1920年代末，斯大林巩固了自己的执政地位后，将与列宁遗嘱相关的出版资料全部视为反苏出版物。直至1956年赫鲁晓夫在苏共二十大最后对斯大林主义进行否定后，列宁遗嘱才被苏联政府所公开。